# Fehéres szőrgomba
A fehéres szőrgomba (Lactarius pubescens) a galambgombafélék családjába tartozó, Európában és Észak-Amerikában honos, nyírfa alatt élő, nem ehető gombafaj. 

## Megjelenése
A fehéres szőrgomba kalapja 5-12 cm széles, alakja fiatalon domború, kifejletten középen kissé bemélyedő. Színe fehéres, halványrózsás. Felülete nem zónázott (esetleg nedvesen egy kissé), gyapjas-szőrös, különösen a széle felé. Pereme sokáig begöngyölt marad.
Húsa fehér, merev, sérülésre fehér tejnedvet ereszt, amely nem változtatja a színét. Szaga gyenge, muskátlira vagy terpentinre emlékeztet; íze égetően csípős.
Sűrűn álló lemezei kissé lefutók. Színük kezdetben fehéres, majd halvány húsrózsás. Sérülésre szintén tejnedvet eresztenek. 
Tönkje 3-6 cm magas és 1-2,5 cm vastag. Alakja többnyire a töve felé vékonyodó, színe fehéres, húsrózsás árnyalatú.
Spórapora fehéres vagy krémszínű. Spórája ellipszis alakú, felülete kissé rücskös, amiket részleges hálózatba kapcsolódó gerincek kötnek össze; mérete 6,5-8 x 5,5-6,5 µm. 

### Hasonló fajok
Hasonlíthat hozzá a nyírfa-szőrgomba vagy a fakó szőrgomba. 

## Elterjedése és termőhelye
Európában és Észak-Amerikában honos. Magyarországon nem gyakori.
Füves területen, parkokban, moha között, lápokon található főleg nyír vagy más lombos fa alatt. Augusztustól októberig terem.

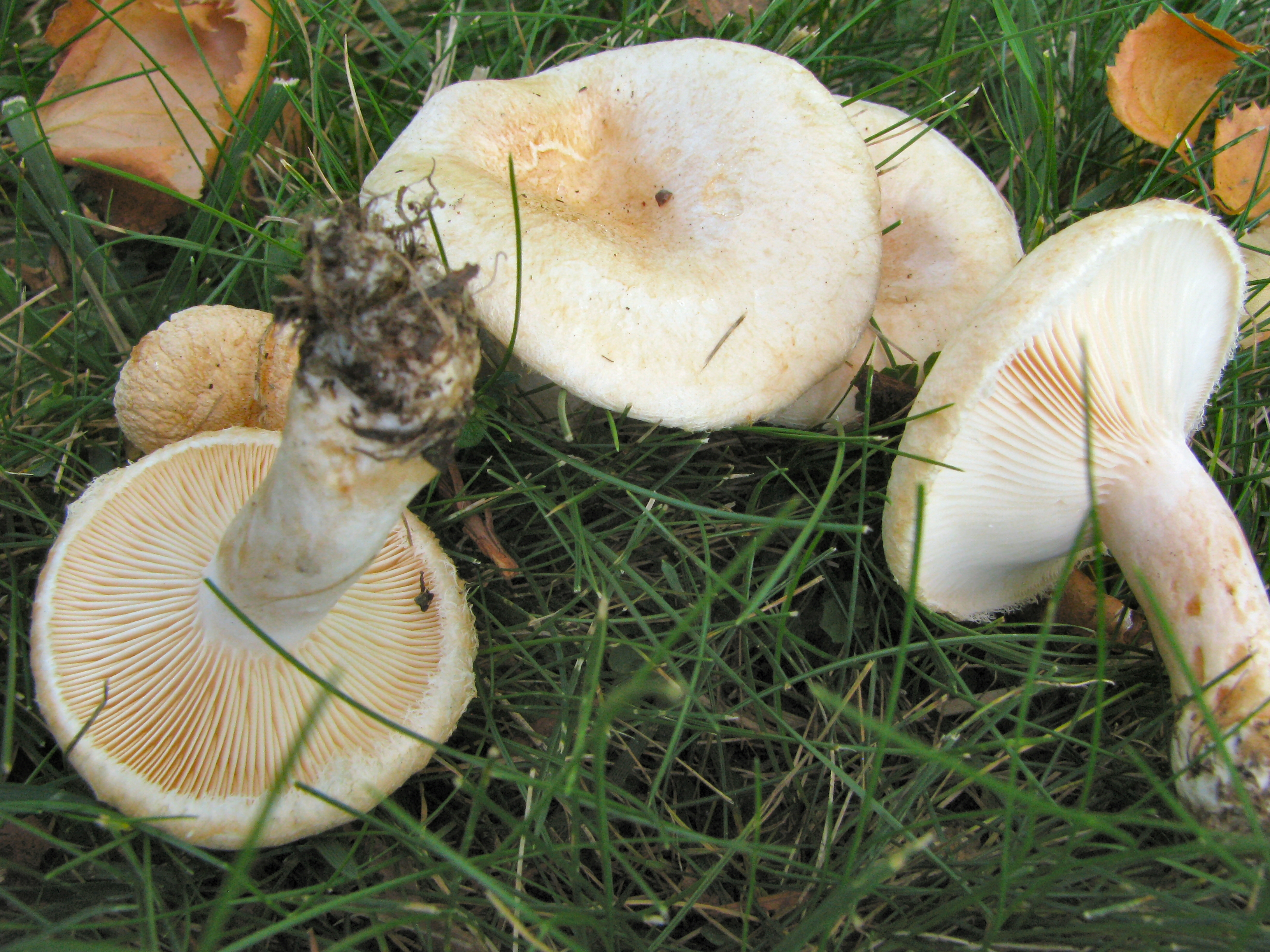
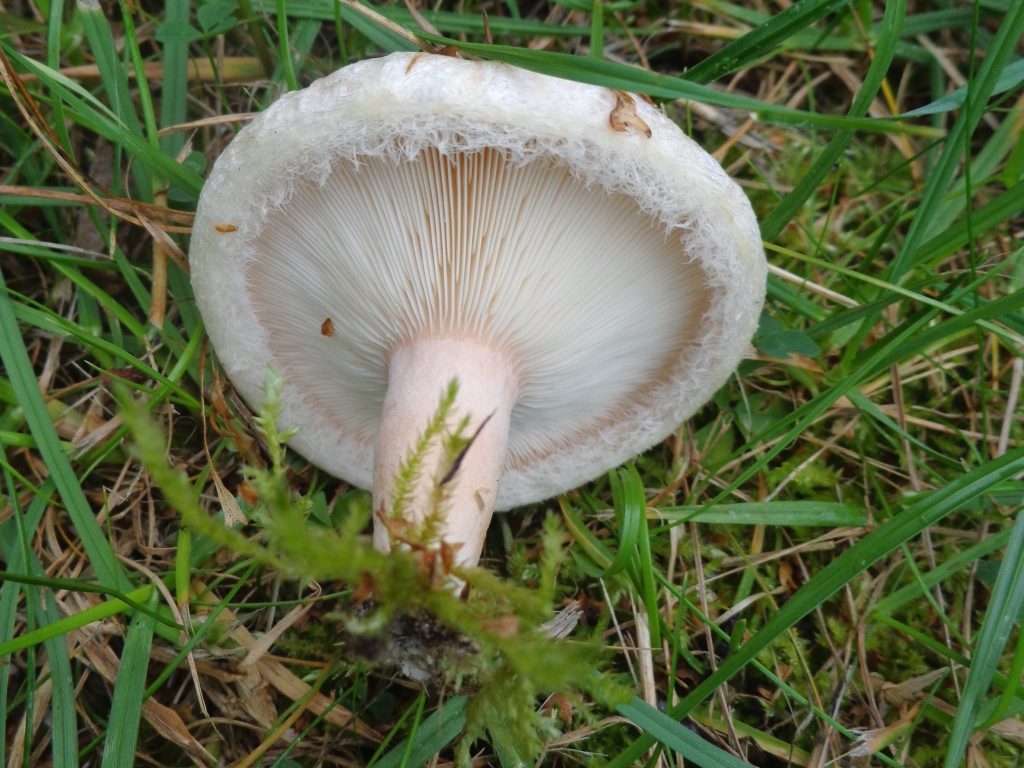
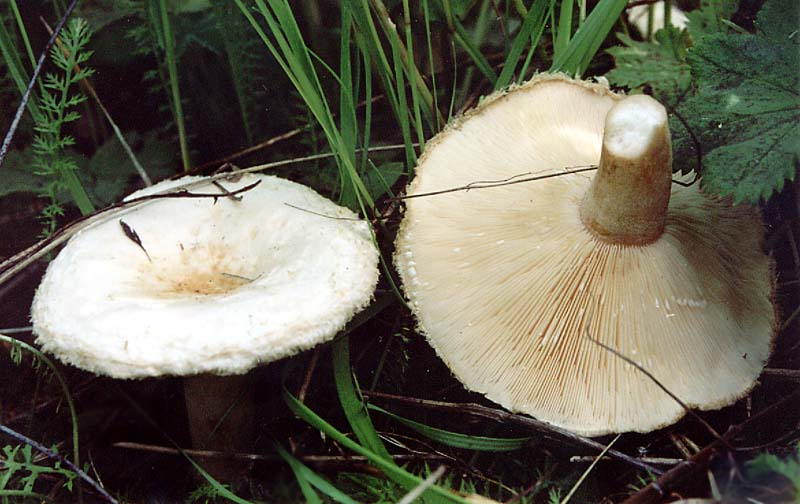
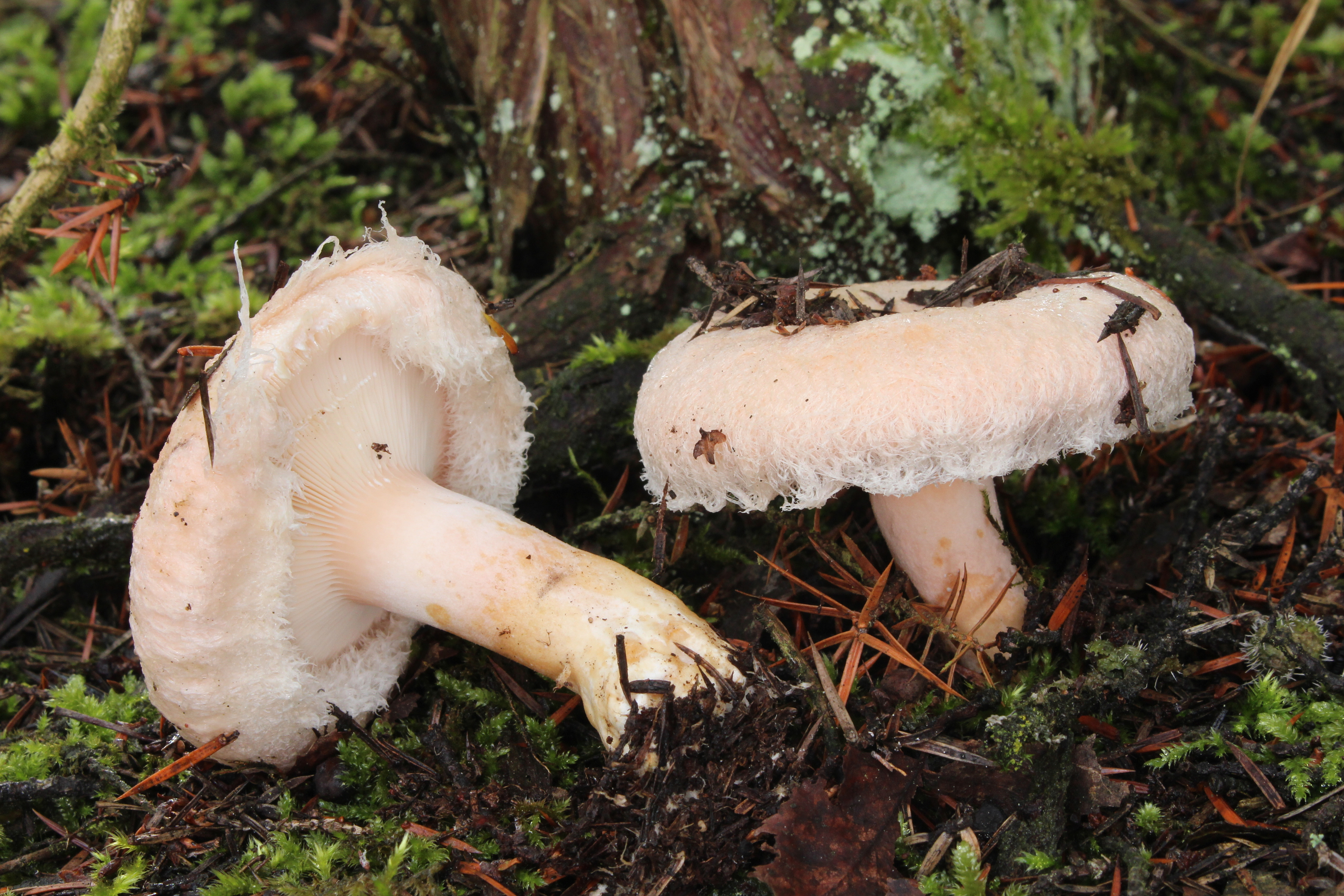
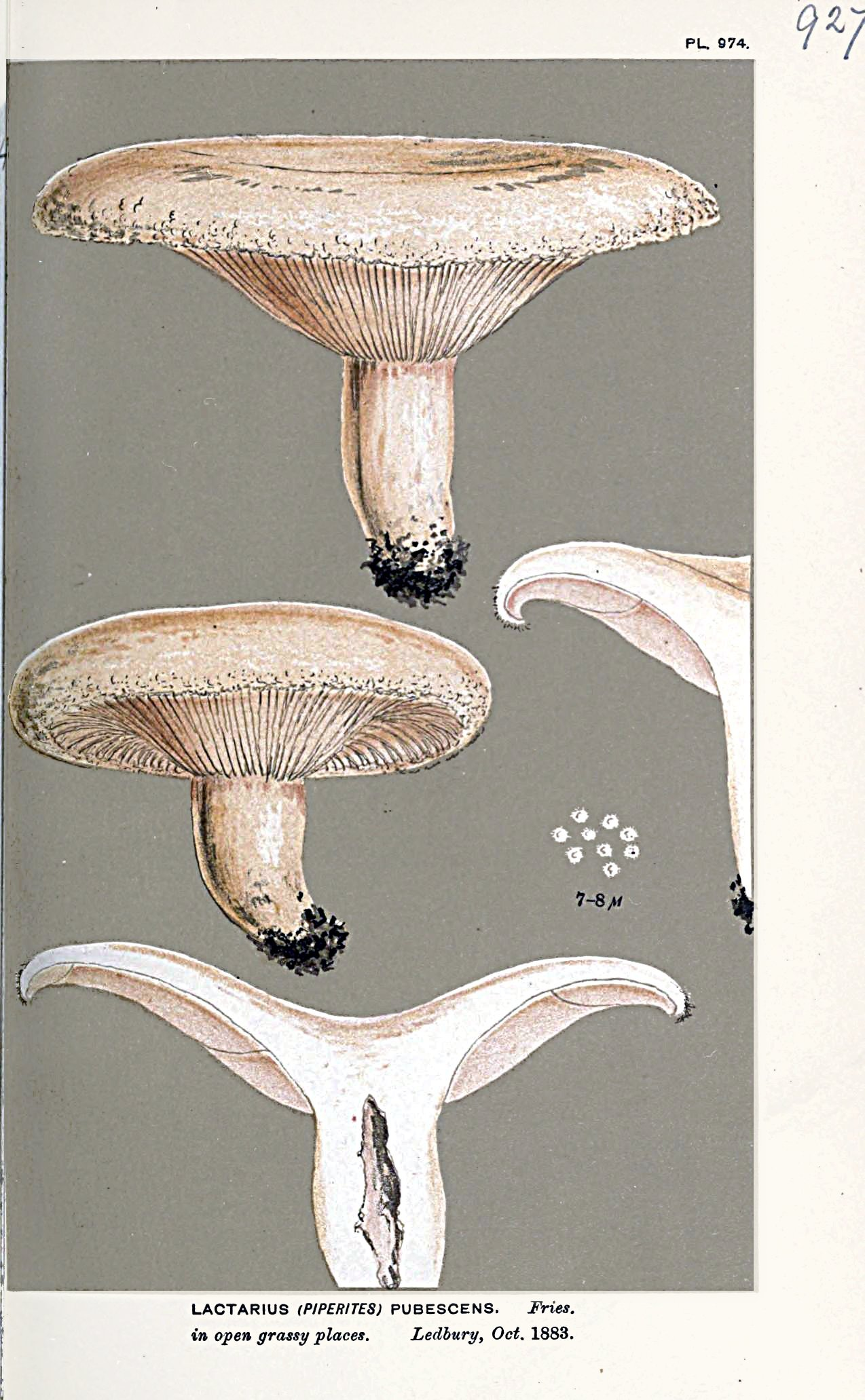

Nem ehető. 